# Pétroc de Bodmin
Saint Pétroc de Bodmin (Ve ou VIe siècle) est un saint moine celtique. Il est né au Pays de Galles et a reçu sa formation monastique en Irlande. Il s'établit ensuite dans la péninsule formée par le Devon et les Cornouailles britanniques et le Somerset. Selon calendrier breton, sa fête est le 4 juin. Il est l'oncle de saint Cadou. Il aurait vécu vers l'an 600 dans un recoin isolé de la forêt du Cranou, au milieu des animaux des bois. Alban Butler et Charles Butler indique sans précision qu'il serait mort le 4 juin 564.

## Hagiographie
Selon une légende galloise, il était le plus jeune fils du chef du clan Glywys Cernyw de Glywysing (aujourd'hui Glamorgan). Il a donné son nom à Llanbedrog, un village de la péninsule de Lleyn. «Llan» est un vieux mot gallois qui signifie clôture et qui a été utilisé pour désigner la terre sacrée sur laquelle étaient construites les églises (voir les enclôts paroissiaux en Bretagne armoricaine).
Il a étudié en Irlande où il eut Saint Kevin pour disciple. Il a ensuite été envoyé en mission en Cornouailles britannique (Cornwal) où il a établi les monastères de Padstow et Bodmin. Padstow, qui s'appelait auparavant Laffenac ou Loderic a été nommé par son nom Padrockstowe (Endroit de Perreux) devenu par contraction Padstow. Il semble que saint Pétroc y a résidé longtemps. Il a ensuite été enterré à Bodmin et c'est là qu'il fut vénéré. 
La légende affirme qu'à l'âge de trente ans il est allé au pèlerinage à Rome en passant par la Bretagne, où il est honoré sous le nom de « Perreux », « Pezrec » ou « Pérec ». En 1177, un Breton a volé ses reliques à Bodmin et les a données à l'abbaye de Saint-Méen. Mais Henri II a pu les restituer à ses propriétaires légitimes. Elles sont maintenant dans une chasse exposée à la vénération du public dans l'église Saint-Pétroc de Bodmin.

## Disciples
- Saint Médan
- Saint Dégan
- Saint Croidan

## Ses traces en Bretagne
Pétroc est appelé Petroc ou Petrock en anglais et Pedrog en gallois. En France, il a reçu les noms populaire de Perreux en Bretagne et Perreuze dans le Nivernais. La forme bretonne du nom est Pereg ou Pérec (forme francisée). Son nom est dérivé de celui de Petrocle : Eudes : Oudot 
Il est connu principalement dans deux endroits en Bretagne : à Lopérec, paroisse qui s'appelait par le passé Loc-Pezrec (« l'oratoire de Pezrec ») et à Dol-de-Bretagne comme compagnon de saint Samson (VIIe siècle). Son culte est également attesté dans d'autres communes bretonnes comme Douarnenez (Tréboul), Paule, Plerguer, Trégon, Saint-Perreux, Trélévern.
La trève de Loc-Péran (Loc-Pezran), ancien nom de Port-Louis, dans le Morbihan, lui devrait aussi son nom.

## Ses traces dans les Îles britanniques
Il y a, en Cornouailles, plusieurs autres lieux qui gardent son souvenir. Dans le Devon voisin, les marques d'attachement de saint Pétroc sont encore plus nombreuses. La ville de Petrockstowe porte son nom de même que Newton-Saint-Petroc et quelques autres villes. Si le drapeau des Cornouailles s'appelle « Croix de saint Piran » ou « drapeau de saint Piran », celui officieux du Devon est connu comme la « Croix de saint Pétroc ».

Drapeau du Devon, appelé « Croix de saint Pétroc ».

Les églises qui portent son nom sont presque toujours situées en bordure de mer. Cela incite à penser, qu'à l'époque où s'est développé le culte du saint, les voyages et les pèlerinages devaient se faire principalement par la mer. Pétroc est un des principaux saints du Somerset, du Devon et des Cornouailles. Il est aussi vénéré en Bretagne armoricaine. Et il est le saint patron de deux églises du Pays de Galles, Saint-Petrox près de Pembroke et Y Ferwig, dans le Ceredigion. Saint Pétroc et aussi le patron de Timberscombe dans le Somerset.
Une abbaye à la dédicace de sainte Marie et de saint Pétroc a été rétablie à Bodmin.
Les récits légendaires qui ont été composés à propos de Pétroc sont extraordinairement vivants et imaginatifs. On l'y trouve faisant un pèlerinage en Inde ou, comme saint Hervé, apprivoisant des loups. Ces textes ont peut-être intégré des éléments de contes païens antérieurs. Dans l'iconographie, Pétroc est montré avec un jeune cerf, en référence à la légende selon laquelle l'animal poursuivi par l'empereur Constantin s'abrita chez Saint Perec. L'empereur, comme il faisait connaissance de Pétroc, se convertit au christianisme.